# Les Hiddins
Maiorul Leslie James (Les) Hiddins (n. 13 august 1946, Brisbane, Queensland, Australia), cunoscut și ca "The Bush Tucker Man", este un fost soldat, veteran de război al Armatei Australiene intrat la pensie, care este binecunoscut pentru dragostea și cunoștințele sale despre natură. Hiddins este ușor de recunoscut după pălăria verde pe care o poartă, o versiune modificată de Akubra (un tip de pălărie foarte cunoscut în Australia). A mai lucrat ca prezentator de televiziune, autor, cunoscut pentru tehnicile de supraviețuire (ca și găsirea surselor de apă în zona australiană, vânătoare și pescuitul cu puținul care-l poți avea cu tine în situații extreme, precum și pentru cunoașterea plantelor edibile).

## Biografie
Ca și soldat al armatei australiene, Hiddins a participat de două ori în războiul din Vietnam între anii 1966 și 1968, la început ca și avangardă (cercetaș-înaintaș) în infanterie. În 1987 i s-a decernat Frăția Defensivă (Defence Fellowship) pentru cercetarea legată de supraviețuirea în ținuturile de nord ale Australiei. Totodată a fost principalul autor al manualului de supraviețuire al armatei australiene (Australian Army's Combat Survival manual – 1987) și i a fost decorat cu Membru al Ordinului Australian în 1987 (Member of the Order of Australia).
Această cercetare s-a tranformat într-un serial TV numit The Bush Tucker Man. 
Seriile îl prezintă, pe Hiddins, conducând un Land Rover Perentie, iar în episoadele ulterioare un Land Rover Defender 110 împreună cu deja prea cunoscuta pălărie, în căutarea și descrierea naturii australiene și a alimentelor pe care le poate oferi. Hiddins a apărut în două seriale de televiziune ale postului ABC TV (Australian Broadcasting Corporation) numite Bush Tucker Man, precum și seria Bush Tucker Man - Povești de supraviețuire (Bush Tucker Man - Stories of Survival). De asemenea, el a apărut în documentare TV precum Pandora – Priveghiul navei Bounty (Pandora - in the Wake of the Bounty) și Batavia. A mai publicat Bush Tucker Man - Povești de Explorare și supraviețuire (Bush Tucker Man - Stories of Exploration and Survival, 1996), Man Bush Tucker - Eroii pătați (Bush Tucker Man - Tarnished Heroes, 1997), Explorează Sălbatica Australie cu Bush Tucker Man (Explore Wild Australia with Bush Tucker Man, 1999), Călăuza Bush Tucker (Bush Tucker Fieldguide, 2002). În anul 2000 Hiddins a publicat patru cărți pentru copii: Coasta Coralului (The Coral Coast), Capătul de Sus (The Top End), Pădurea Tropicală (The Tropical Rainforest), și Deșertul în viață (The Living Desert). El a lansat două CD-ROM-uri, De la Pădurea Tropicală la Peninsula Cape-York (From the Rainforest to Cape York Peninsula) și De la Peninsula Arnhem la Întinderile Kimberley (From Arnhem Land to the Kimberley Ranges). Muzeul Național Australian din Canberra are un exponat Bush Tucker Man cu o parte a echipamentului original.
Ca parte a acestei cercetări, lui Hiddins ia fost prezentat de către aborigenii prunul Kakadu (Terminalia ferdinandiana), care se consideră că era cunoscut de mii de ani. A trimis câteva fructe pentru analize, astfel s-a descoperit că avea cea mai mare concentrație de vitamina C din orice substanță naturală cunoscută în lume.
Hiddins s-a retras din armată în 1989 cu gradul de maior, dar a continuat să servească ca rezervă până în anul 2001, lucrînd cu comunitățile indigene australiane în nordul Australiei.
Din 2001, Hiddins a fost omul de bază pentru formarea caselor de bătrâni izolate pentru veterani. în prima linie de instituire retrageri pustie pentru veteranii de război. "Pandanus Park", “comandamentul” acestora, este o parcelă pe malul râului Normanby fațadă a "Kalpowar Station", adiacentă Parcului Național Lakefield în Peninsula Cape-York.
Pe 28 martie 2008 Hiddins a primist un Doctorat Onorific în Știință de la Facultatea de Știință, Inginerie și Tehnologia Informației a Universității James Cook:
"in recognition for his outstanding and distinguished contribution to Australia and the northern Queensland community through his work on the ABC TV series Bush Tucker Man, his time in the defence force (including two tours of duty) where he worked with indigenous communities and establishing a bush 
retreat in Cape York for Vietnam veterans to enjoy."
În 2009, Hiddins se pensionează, aducând în atenție Tufișurile Australiene telespectatorilor prin reluarea globalp a serialelor Bush Tucker Man.
Ray Mears făcut un program BBC despre și cu Les Hiddins, lansat pe BBC Two, în iunie 2009, ca parte a serialului Ray Mears Goes Walkabout.

## Programe de televiziune
Seriale:
- Bush Tucker Man, Seria Întîia (1988 - 8 episoade, lansat pe DVD în 2004) - ABC

Episodul 1: Arnhem Land (Aborigines of Ngukurr, NT)

Episodul 2: The Wet in Port Keats (Northwest Northern Territory in the Wet Season)

Episodul 3: Desert (Desert Country)

Episodul 4: Prince Regent Gorge (Heart of the Kimberley)

Episodul 5: Rain Forest (Rainforest at Iron Range)

Episodul 6: Coastal (Northern Queensland Coastline)

Episodul 7: Doomadgee (Gulf Country)

Episodul 8: Aurukun (West Coast of Cape York)
- Bush Tucker Man, Seria a doua (1990 - 7 episodes, lansat pe DVD în octombrie 2009) - ABC

Episodul 1: Wet Season

Episodul 2: East To West

Episodul 3: Kimberley

Episodul 4: Top End

Episodul 5: Wildman

Episodul 6: Coastal Story

Episodul 7: Desert Story
- Bush Tucker Man - Povești de supraviețuire (1996 - 8 episoade, lansat pe DVD în 2004) - ABC

Episodul 1: The Coffee Royal Affair

Episodul 2: The Cannibal Convict

Episodul 3: The Great Misadventure

Episodul 4: The Best of Them All

Episodul 5: The Dutch Settlement

Episodul 6: Gold Fever

Episodul 7: The Passionate Prussian

Episodul 8: Into The Vilest Country